# 姜鸿斌
姜鸿斌（1951年—2019年），黑龙江呼兰人，汉族，中华人民共和国政治人物、第十一届全国人民代表大会黑龙江地区代表。
毕业于哈尔滨市委党校经济管理专业，是中共党员。担任黑龙江省正大实业有限公司董事长。2008年起担任全国人大代表。